# Литургијска звездица
Литургијска звездица (грч: Ἀστερίσκον, ἀστερίσκος, лат: Asterískon, asterískos)  један је од богослужбених предмета или светих сасуда који је најчешће израђивана у комплету са дискосом, са којим је употребњаван током богослужења. Овај свети сасуд се користу у литургији Источне православне, оријенталне православне и источне католичке цркве. Звездица симболизује Витлејемску звезду. Историјски гледано, звездица се такође користила и у неким деловима Римокатоличке цркве.

## Историја
Према неким мишљењима звездицу у богослужење уводи Свети Јован Златоуст како би се означила средина дискоса на који се полаже Свети
Агнец и како покривала не би дотицала предложење и реметила га.
Ова два крстолико сједињена лука који се са своја четири крака полажу на дискос;  симболички асоцирају на ону звезду која је са Истока довела мудраце до јаслица новорођеног Христоса.
Нешто касније звездица ће бити печат којим су римски војници запечатили камен Светог гроба како неко не би украо тело Христоса, кроз који је он, као и кроз покрове, васкрснувши прошао у свом божанском одуховљеном телу.

## Изглед
Литургијска звездица је начињена од две металне траке полукружно савијене и спојене у накрст. Траке су обично покретне тако да се могу склопити на дискос. Уколико постоји украс он се готово редовно среће на укрсници док су краци звездица понекад били гравирани флоралним или геометријским мотивима и приложничким текстом.
Звездице су најчешће израђиване од истог материјала као дискос на који су полагане, углавном сребра а ређе бакра, месинга или других легура. Како литургијска намена није омогућавала значајнији простор за измену форме, звездице у српским црквама 19. века састоје из две лучно или правоугаоно савијене траке, у новије доба спојене завртњем. Над звездицама се може наћи и равнокраки крст и украси у виду пластично обликоване птице, односно голуба Светог Духа, медаљоне у којима је приказан једнакостранични троугао као симбол Свете Тројице или троугао са Свевидећим оком или представе попут Бога оца Саваота са голубом Светог Духа у медаљону.

## Примена
Током Литургије, након што свештеник припреми хлеб и вино, кадиће литургијску звездицу он је држи изнад отворене кадионице. Затим гаје  ставља на дискос док изговара речи, И дође звезда и стане над местом где беше дете (Упор. Матеј 2,9).
Током Архијерејске Литургије (оне на којој началствује Епископ), непосредно пре Великог входа, скинуће се копрене и литургијска звезда и епископ ће обавити помен живима и мртвима, након чега ће заменити звездицу и копрене.
Потом ће ђакон подићи звездицу са дискоса, и ударити њоме дискос са четири стране, крстећи се, а свештеник подиже руке и пева победничку песму. Ђакон целива звездицу, савија је и одлаже је на антимензију, док свештеник почиње молитву Анафоре.
После Причешћа верних на дискос постављају копрену, копље, кашичицу, звездица. Свештеник их предаје ђакону, који их носи назад у Протесис.

### Коптска употреба
У Коптској православној и коптској католичкој цркви, звездица се „састоји од две сребрне лучне траке, које се држе завртњем, укрштене једна преко друге у облику крста, обично надвишеног малим крстом“. На арапском се помиње као Купола и верује се да представља и Христов гроб и пећину у којој је рођен. Или сама звездица или крст изнад ње такође симболизује Витлејемску звезду. Из тог разлога, цео предмет се понекад једноставно назива Звездом.

### Употреба у римском обреду
У римском обреду, посебна дванаестокрака звездица је коришћена у папским мисама, као покривач за хостију на патени, када је донета папи на његов престо за причешће. За разлику од источне звездице, која има четири зрака, папска звездица је имала дванаест зрака, на сваком је исписано име апостола. Његову употребу је недавно оживео папа Бенедикт XVI.